# アンドレア・シェニエ
『アンドレア・シェニエ』（Andrea Chénier）は、イタリアの作曲家ウンベルト・ジョルダーノによる全4幕のオペラである。1896年3月ミラノ・スカラ座で初演された。18世紀、革命前後のフランスを舞台に、実在の詩人アンドレ・シェニエ（アンドレアはイタリア語読み）の半生を描き、ヴェリズモ・オペラの傑作のひとつとして数えられる作品。
- 原語題名：Andrea Chénier
- 台本：ルイージ・イッリカ
- 演奏時間：約2時間
- 初演：1896年3月28日、ミラノ・スカラ座にて、ロドルフォ・フェッラーリの指揮による

## 作曲と初演の経緯
本作品に厳密な意味での原作は存在せず、台本作家ルイージ・イッリカ（後にプッチーニの数々の名作オペラを手がける）はジュール・バルビエ『アンドレ・シェニエ』、ポール・ディモフ『アンドレ・シェニエの生涯と作品』などを参考に、実在のシェニエが綴った詩をもとにアリアの歌詞を書くなど、シェニエの詩歌作品も丹念に研究したうえで台本を執筆している。一方、実在のシェニエが残したコワニーという美女について綴った詩から自由にイメージを膨らませて、シェニエの恋人マッダレーナ・ディ・コワニーのキャラクターを創造、またシェニエに対抗する立場の役として架空の人物カルロ・ジェラールを設定するなど、物語に歌劇的な興趣を盛り込むべく、フィクションもふんだんに取り入れた。
この『アンドレア・シェニエ』台本は当初、貴族出身の富裕な作曲家アルベルト・フランケッティがオペラ化の権利を保有していたが、フランケッティと同じく楽譜出版社ソンゾーニョ社に属する若手であったウンベルト・ジョルダーノが良い台本に恵まれず苦闘しているのに同情したフランケッティが、1894年に無償で権利譲渡したものである。
ジョルダーノの作曲は1895年11月頃完成したと考えられている。この1895年-96年シーズンのスカラ座ではソンゾーニョ社が劇場運営を担当、同社に属する若手作曲家のオペラ作品を集中的に上演し、ヴェルディやプッチーニなどライヴァルであるリコルディ社帰属作品を完全に排除するという行動に出て大混乱を極めていたが、1896年3月28日の『アンドレア・シェニエ』初演はシーズン中で唯一の成功作となった。

## 主な登場人物
- アンドレア・シェニエ（テノール） - 詩人。
- カルロ・ジェラール（バリトン） - コワニー伯爵家に仕える召使。フランス革命後は革命政府の高官（ジャコバン派）。
- マッダレーナ・ディ・コワニー（ソプラノ） - コワニー家の令嬢。
- ベルシ（メゾソプラノ） - マッダレーナの召使。ムラート。
- コワニー伯爵夫人（メゾソプラノ）
- マデロン（メゾソプラノ） - 老女。
- ルーシェ（バスまたはバリトン） - シェニエの友人。
- 密偵「インクレディービレ」（テノール） - ジェラールの手下として働く。

- 合唱

## 舞台構成
ルイージ・イッリカによるオリジナル台本ではそれぞれの場面は「景 quadro 」で区切られているが、ここでは楽譜での表記に従い「幕 atto 」で表す。
- 第1幕 - パリ郊外にあるコワニー伯爵家の大邸宅。1789年、冬。
- 第2幕 - パリ、セーヌ河畔にかかるペロネ橋のたもと、1793年6月。
- 第3幕 - 革命裁判所の大広間、第2幕のしばらく後。
- 第4幕 - サン・ラザール監獄の中庭、第3幕のすぐ後。

## あらすじ
時と場所：1789年から1793年にかけて、パリおよびその郊外

### 第1幕
コワニー伯爵家の大邸宅。召使たちはパーティーの準備に忙しい。幼い頃から書籍に親しむ聡明なジェラールは、貴族階級には滅亡の運命しかない、と密かに憎悪を独白する。やがてパーティー招待客が続々と入場、その中には詩人アンドレア・シェニエもいる。人々はパリ市内での不穏な形勢などの噂をしている。パーティーが始まり、優雅だが毒にも薬にもならないような新作バレエが披露される。伯爵夫人はシェニエに即興詩を所望するが、気難しい彼は「詩興が湧かない」と断る。令嬢マッダレーナは「美貌の自分が頼めば彼は何か言うわ、それも『愛』という言葉を入れて」と友人たちにささやいた後、やはりシェニエに詩作を依頼する。シェニエが「詩情とは愛のように気まぐれなもので」と言いかけるので、マッダレーナは「予想が当たった」と哄笑する。嘲られたことで怒るよりむしろ悲しんだシェニエは即興詩を朗誦する。美しい大地と大空を賛美する文句で始まったその詩は、やがて貧者を無視する教会、庶民に重税を課する政府、悲惨な社会状況を見ようともしない貴族階級への批判の言葉となる。パーティー参加者は怒って退席するか、あるいは聞かぬ振りをする。シェニエはマッダレーナに、「愛」という言葉を戯れに用いることの非を説き、「貴女は愛をご存じない」と言う。自らの至らなさを悟ったマッダレーナはシェニエに謝罪して退場、場を白けさせてしまったシェニエもまたその場を去る。パーティーでは何事もなかったように優雅なガヴォットが奏でられるが、そこに飢えに苦しむ貧民の一群が現れる。彼らをこの邸宅に招いたのはジェラールだった。彼は貴族への嫌悪を叫び、召使の制服を脱ぎ捨て、貧民たちと共に去る。伯爵夫人は「自分はジェラールのような卑賤な者にも衣食住を与えてやったのに」と彼の恩知らず振りを嘆く。パーティーでは再び、何事もなかったように優雅なガヴォットが再開され、人々は踊る。

### 第2幕
セーヌ河畔にて人々が賑やかに行き交う中、シェニエはカフェーのテーブルで友人ルーシェを待っている。かつてコワニー家に仕え、マッダレーナの召使をしていたベルシ（現在は娼婦になっている）は、シェニエに密かに近づこうとし、密偵の目にとまる。シェニエはルーシェと落ち合い、ルーシェの用意した通行証を受け取る。シェニエは恐怖政治の横行に危険を感じ、パリを離れるつもりである。そこへ群衆の喝采する中、議会の議員の一群が歩道を通る。ロベスピエール、サン＝ジュストら革命の領袖に交じって、ジェラールもやってくる。彼は密偵に、行方不明となったマッダレーナの消息を追うように命じていたのだった。密偵は、ベルシの動きが怪しいこと、シェニエも関係がありそうなことを報告する。人々が立ち去り夕闇が迫る中、ベルシはようやくシェニエに「もうすぐ貴方を慕う女性が参ります」と言づてを囁く。シェニエは独り待ち、密偵は物陰で監視している。そこへマッダレーナが現れる。彼女はあのパーティーの晩以来、シェニエを密かに恋慕していた。シェニエの方はマッダレーナを思い出せないので、彼女は例の詩句「貴女は愛をご存じない」を口に出し、二人はたちまち熱烈な恋愛関係に落ちる。密偵の報せを受けたジェラールが駆けつけ、シェニエと決闘となる。剣の腕に勝るシェニエによってジェラールは深手を負う。シェニエがその場を去った後、ジェラールが発見され、群衆も集まって大騒動になる。

### 第3幕
革命裁判所の大広間。諸外国との戦争が激化している。ようやく傷の癒えたジェラールは群衆に対して献金と義勇兵従軍を訴えるアジ演説を行い、人々は熱狂的に応じる。マデロンと名乗る老女は、「既に息子と孫ひとりを革命の犠牲とし、これが私の最後の孫です」と少年をジェラールに差し出す。裁判開廷準備のため人々はいったん外に出され、ジェラールは残る。密偵が現れ、シェニエは首尾よく逮捕され、マッダレーナもその事実を知っただろう、彼女は助命嘆願にジェラールを訪ねるだろう、その時に彼女の肉体を得てしまえ、とジェラールを焚きつける。ジェラールはシェニエに対する告発状をしたためる。虚偽に満ちたその文章を書きなぐりながら、ジェラールは「自分はかつて従僕だったが、今でも残忍な暴力に仕える僕に過ぎない」と自嘲する。案の定マッダレーナが現れる。ジェラールは、マッダレーナを得たいがためにシェニエを逮捕したことを白状し、「幼い頃は貴女と一緒に遊んだのに、成人すると俺は召使、貴女はご主人様になった。俺はどんな策を用いてでも貴女を我が物にしようと決意したのだ」とその邪心を吐露する。マッダレーナは、革命により家は没落、母は亡くなり、ベルシが身を売って得た金でようやく生きている状況を嘆き、我が身をジェラールに捧げることでシェニエを救えるのなら本望、とまで言う。その献身に感動したジェラールは改心し、シェニエを救命するために全力を尽くすと誓う。革命裁判法廷が開廷される。かつての権力者・支配階層が糾弾されるさまを見ようと、多数の庶民が傍聴し、抗弁しようとする被告たちに罵詈雑言を浴びせかける。シェニエの番になる。彼は「自分は国を愛する詩人で、裏切者ではない」と述べる。傍聴人席からジェラールも立ち上がり、告発自体が虚偽であったことを暴露、法廷は大混乱となる。法廷は被告全員に有罪・死刑を宣告し、群衆が歓喜する中、マッダレーナはアンドレアの名を絶叫する。

### 第4幕
サン・ラザール監獄、未明。早朝の死刑執行を待つシェニエは生涯最後の詩を朗読する。ジェラールとマッダレーナ登場。マッダレーナは看守を買収し、自分はシェニエと同時に死刑となる、レグリエーという名前の若い女性の身代わりになると言う。ジェラールは「ロベスピエールにもう一度助命を掛け合ってこよう」と言って去る。シェニエとマッダレーナは、愛し合ったまま共に死ねる幸せを歌う。刑執行の時を迎える。看守が死刑囚の名を点呼する。「アンドレア・シェニエ」「私だ」、「イディア・レグリエー」「私です」。2人は誇らしげに馬車に乗り込み、ギロチンへと向かう。

## 著名なアリア
- 「ある日、青空を眺めて」 - Un dì all’azzurro spazio ：　シェニエのアリア（第1幕）
- 「胸像はここに」 - Ecco l’altare ：　マッダレーナとシェニエの二重唱（第2幕）
- 「私はマデロンという老婆です」 - Son la vecchia Madelon ：マデロンのアリア（第3幕）
- 「国を裏切る者」 - Nemico della patria ：ジェラールのアリア（第3幕）
- 「亡くなった母を」 - La mamma morta ：マッダレーナのアリア（第3幕）
- 「私は兵士だった」 - Si, fui soldato ：シェニエのアリア（第3幕）
- 「五月の晴れた日のように」 - Come un bel dì di maggio ：シェニエのアリア（第4幕）
- 「貴女のそばでは、僕の悩める魂も」 - Vicino a te s'acqueta l'irrequieta anima mia ：マッダレーナとシェニエの二重唱（第4幕）

## シェニエ役について
テノールが歌うシェニエの役は全4幕それぞれにアリアがあり、彼にはまた恋人マッダレーナ（ソプラノ）との華やかな二重唱も2つあるため、『アンドレア・シェニエ』は主役男声歌手の音楽的比重が高い「プリモ・ウォーモ・オペラ」として知られている。シェニエ役は、見せ場が数多く実によく映える役だが、それだけに重厚さと輝かしさをそなえた声、劇的な歌唱、充実した高音域、多くの見せ場をこなすスタミナ、「理想に燃え理想に死した詩人」を観客に納得させられるだけの舞台映えする容姿などが要求される難役となっている。

## 日本での上演
1961年9月28日、東京文化会館における第3回イタリア歌劇団公演（NHK招聘）が日本初演である。シェニエ役にマリオ・デル＝モナコ、マッダレーナ役にレナータ・テバルディという豪華キャストは当時話題を呼んだ。フランコ・カプアーナ指揮、管弦楽・NHK交響楽団他の陣容であった。
2013年には、宝塚歌劇団花組公演で、本作を原作としたミュージカル『愛と革命の詩 -アンドレア・シェニエ-』を上演。脚本・演出は植田景子、主演は蘭寿とむ。